# جرج اپلیارد
جرج اپل یارد (انگلیسی: George Appleyard؛ زادهٔ ۳۱ مهٔ ۱۹۰۰) بازیکن فوتبال اهل بریتانیا است.
از باشگاه‌هایی که در آن بازی کرده‌است می‌توان به باشگاه فوتبال روترهام یونایتد، باشگاه فوتبال بارنزلی، باشگاه فوتبال تورکی یونایتد، باشگاه فوتبال اکستر سیتی، و باشگاه فوتبال ورکسام اشاره کرد.